# Setge de Tir (1187)
El setge de Tir fou un episodi de les croades, que tingué lloc del 12 de novembre del 1187 fins a l'1 de gener del 1188. Saladí provà de conquerir la ciutat de Tir, la qual fou defensada per Conrad de Montferrat i després de dos mesos d'intentar-ho desistí i marxà cap a Acre.

## Context
Després de la gran derrota a les Banyes de Hattin, molts territoris del estats croats havien passat a mans de Saladí, inclosa Jerusalem. El romanent de l'exèrcit cristià es retirà a Tir. Reginald de Sidó estava a càrrec de la ciutat i tenia intenció de negociar una rendició amb Saladí, però l'arribada de Conrad de Montferrat i els seus soldats ho evitaren. Reginald deixà Tir en les seves mans i marxà a reforçar el seu castell de Beaufort. Conrad ordenà immediatament la reparació de les muralles de Tir i feu excavar un fossat entre la roca sobre la qual estava construïda i la platja, per evitar que l'enemic s'hi pogués acostar. L'exèrcit musulmà arribà el 12 de novembre i començà a muntar el campament. La resta de l'exèrcit arribà 13 dies després.

## El setge

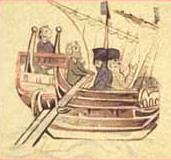
Conrad arriba a Tir, en una il·lustració del llibre Brevis Historia Regni Hierosolymitani, continuació dels Annals de Gènova (Bib. Nacional Francesa).

La lluita fou dura. L'exèrcit de Saladí muntà disset màquines de setge que atacaven constantment els murs de la ciutat, mentre els vaixells dels croats, amb arquers i ballesters a dins, contraatacaven.
Tots els intents de Saladí fallaren i acabà perdent intensitat, amb sortides ocasionals de grups de defensors comandats per un espanyol anomenat Sancho Martín, també anomenat el Cavaller Verd pel color de les seves mànigues. Es diu que el seu coratge i destresa inspiraven admiració en ambdós bàndols. Fins i tot es diu que Saladí provà de comprar-lo, oferint-li riqueses si es convertia a l'islam i s'unia als seus, però ell refusà i continuà amb les seves heroïcitats.
Arribà un moment en què Saladí comprengué que només es podia guanyar la ciutat des del mar. Llavors envià una flota de 10 galeres des del nord d'Àfrica comandades per Abd al-Salam al-Maghribi. Aquesta flota reeixí inicialment forçant les naus cristianes a estancar-se al port, però la nit del 29 al 30 de desembre, arribà una flota de croats composta per disset galeres que aconseguí atacar i capturar 5 de les naus musulmanes. Això donà un gir decisiu als esdeveniments. Segons el cronista Al-Faris Bedran, la incompetència portà a la derrota musulmana. La resta de les galeres musulmanes reberen ordres de retirada, ja que eren insuficients. L'exèrcit de Saladí efectuà un darrer intent de capturar la ciutat per terra, però tornaren a ser derrotats amb moltes baixes.
Saladí reuní els seus emirs per discutir si havien de continuar o desistir i finalment decidiren marxar a Acre l'1 de gener del 1188.

## Conseqüències
Després d'aquesta victòria el prestigi de Conrad s'escampà i Saladí el tindria per un dur oponent. La derrota dels musulmans a Tir demostrà la incapacitat de l'exèrcit de Saladí per mantenir setges llargs. Pel que fa als croats, fou un fet important, que donaria ànims per muntar la Tercera Croada. De fet, sense la possessió d'aquest port, la Tercera Croada no hagués tingut gaire possibilitat d'èxit.